# 関西経営者協会
関西経営者協会（かんさいけいえいしゃきょうかい、略称：関西経協）は、かつて存在していた団体で2009年5月に解散し関西経済連合会に事業、会員、事務局機能が承継された。略称関西経協。
関西、特に大阪で活動する経済団体を会員としていた。主に労働問題等の解決・指導を行っていた。そのほか政府機関への政策提言、雇用対策、産学連携の推進等を行っていた。関西経済連合会・関西経済同友会・大阪商工会議所と並ぶ関西経済4団体の1つであった。

## 概要
- 設立:1946年11月
- 解散:2009年5月
- 所在地:大阪市中央区久太郎町2-5-28